# Roger Heath-Brown

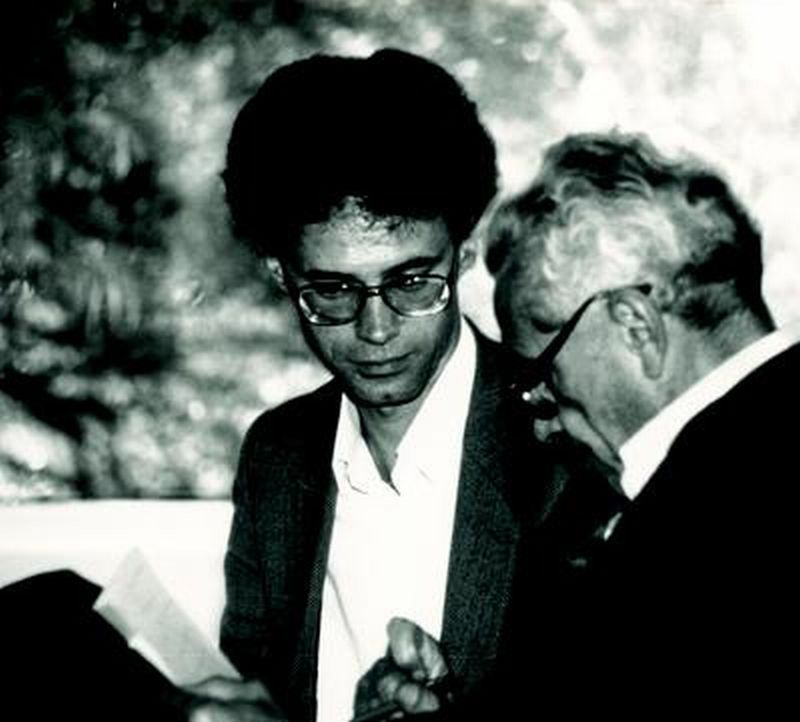
Roger Heath-Brown (links)

David Rodney "Roger" Heath-Brown F.R.S. (12 oktober 1952) is een Brits wiskundige die werkt op het gebied van de analytische getaltheorie.

## Werk
Hij was een undergraduate en graduate-student aan Trinity College, een van de deelcolleges van de Universiteit van Cambridge; zijn onderzoeks-begeleider was Alan Baker. Vanaf 1979 is hij verbonden aan de Universiteit van Oxford, waar hij sinds 1999 een hoogleraarschap in de zuivere wiskunde bekleedt.